# Mignon

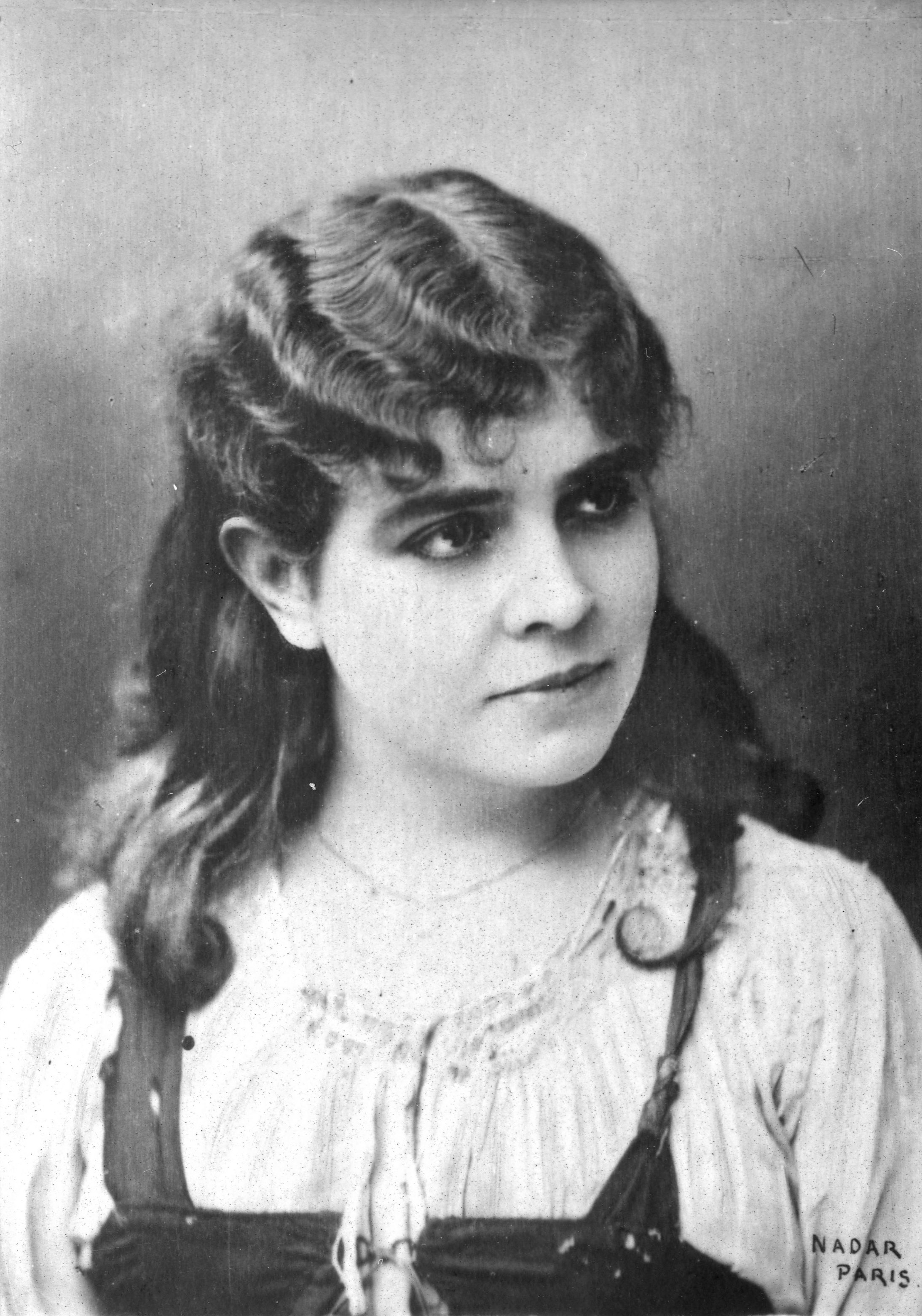
Célestine Galli Marié v úloze Mignon.

Mignon je opéra comique francouzského skladatele Ambroise Thomase.
Premiéru měla 17. listopadu 1866 v Komické opeře v Paříži. Originální francouzské libreto napsali Jules Barbier a Michel Carré podle Goetheho románu Viléma Meistera léta učednická. Do italštiny operu přeložil Giuseppe Zaffira.

## Osoby a první obsazení
| osoba                                          | hlasový obor | premiéra (17.11.1866)          |
| ---------------------------------------------- | ------------ | ------------------------------ |
| Mignon, cikánka                                | mezzosoprán  | Célestine Galli Marié          |
| Filina, herečka                                | soprán       | Marie Cabel                    |
| Wilhelm Meister, student                       | tenor        | Léon Achard                    |
| Bedřich, obdivovatel Filiny                    | kontraalt    | Bernard Voisy                  |
| Laertes, herec                                 | tenor        | Joseph-Antoine-Charles Couderc |
| Lothario, potulný pěvec                        | bas          | Eugène Bataille                |
| Jarno, cikán                                   | bas          | Francois Bernard               |
| Antonio, zámecký sloužící                      | bas          | Davoust                        |
| měšťané, sedláci a selky, cikáni, hosté, herci |              |                                |
| Dirigent: Théophile Tilmant                    |              |                                |